# 第4空軍野戰師 (德國國防軍)
第4空軍野戰師（德語：4. Luftwaffen-Felddivision）是納粹德國國防軍空軍的一個空軍野戰師。該師於1942年9月組建。其成員由德國空軍地面人員冗餘組成。該師組建後，於同年12月調往東線，此後一直在當地作戰。
該師最後在1944年6月的巴格拉季昂行動被全殲。

## 註腳
1. 1 2  Mitcham（2007年）